# منتخب ساحل العاج الأولمبي لكرة القدم
منتخب ساحل العاج الأولمبي لكرة القدم (بالفرنسية: Équipe de Côte d'Ivoire olympique de football)‏ هو ممثل ساحل العاج الرسمي في المنافسات الدولية في كرة القدم في الألعاب الأولمبية
.